# Николас Бернули
Вижте пояснителната страница за други личности с името Бернули.
Николас Бернули (на немски: Nicholas Bernoulli, още срещан и като Nikolas, Nicolas, Nicolaus) е швейцарски математик, член на математическата династия Бернули, племенник на Якоб и Йохан Бернули.

## Биография
Роден е на 21 октомври 1687 година в Базел, Швейцария. През 1704 г. завършва математика в Базелския университет под ръководството на чичо си Якоб и пет години по-късно получава докторска степен за труд по теория на вероятностите в правото. През 1716 г. печели мястото, заемано от Галилей, в Падуанския университет, където работи над диференциални уравнения и геометрия. През 1722 г. се завръща в Базелския университет като лектор по логика и по право.
Най-значимите му приноси могат да бъдат открити в кореспонеденцията му с Готфрид Лайбниц, Леонард Ойлер и Пиер Ремон де Монмор, от която става ясно, че има принос към формулирането на Санктпетербургския Парадокс (наречен така, защото бил отпечатан в годишника на Петербургската академия на науките), над който работи и племенникът му Даниел Бернули. Наред с други математици се занимава с уравнението на Рикати, както и с частни диференциални уравнения.
Пише предговора към излезлия посмъртно труд на Якоб Бернули „Изкуството на предположенията“ („Ars Conjectandi“).
Умира на 29 ноември 1759 година в Базел на 72-годишна възраст.